# Microdiplosis zambezensis
Microdiplosis zambezensis är en tvåvingeart som beskrevs av Tavares 1908. Microdiplosis zambezensis ingår i släktet Microdiplosis och familjen gallmyggor.
Artens utbredningsområde är Moçambique. Inga underarter finns listade i Catalogue of Life.